# Divisões administrativas em 1973
Nesta página encontrará referências aos acontecimentos directamente relacionados com a regiões administrativas ocorridos durante o ano de 1973.

## Eventos
- 16 de Junho - Em Portugal, Almada, Espinho e Póvoa do Varzim são elevadas à categoria de cidades.
- 10 de Julho - As Bahamas tornam-se independentes.
- 24 de Setembro - A Guiné-Bissau declara a independência.